# 胸墊

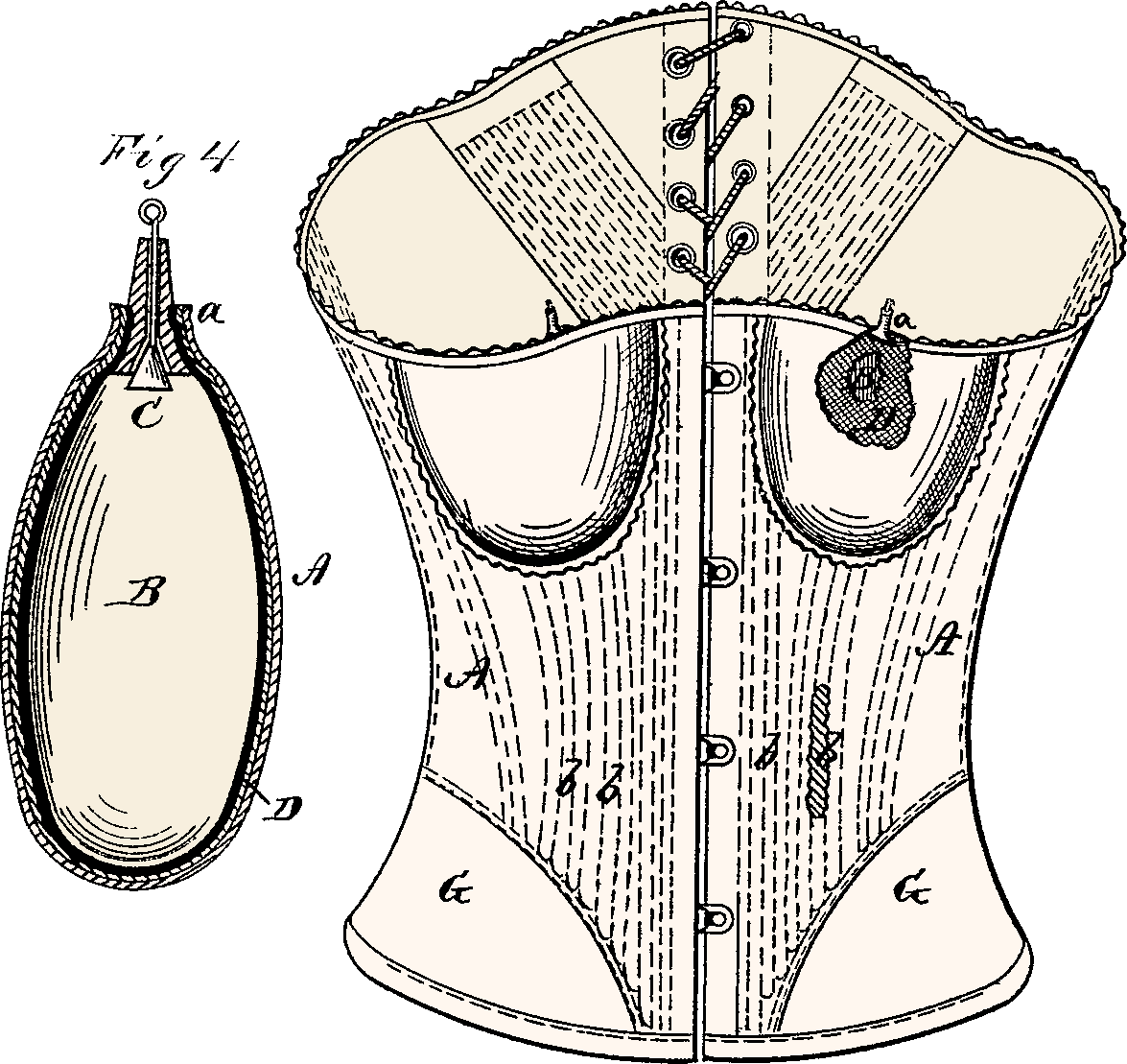
有胸前垫的緊身衣

胸垫是指可置入胸罩内，使上半身更丰满的海绵垫或硅胶垫。穿載時，將胸垫置於乳房的下緣，由於造形類似水餃，也被稱為水餃墊，香港稱為砵仔糕。
在英語中，「Falsies」意指義乳，也可指罩杯襯墊，不同於「Bosom pads」所指胸前垫。在維多利亞時代，少女满十五岁就視為成年，可穿著一般的女裝；但很多這個年紀的少女胸部仍在發育中，無法配合一般的女裝，因此會使用胸前垫。